# Habranthus tepicensis
Habranthus tepicensis är en amaryllisväxtart som beskrevs av Jesse More Greenman, Flagg och G.Lom.Sm. Habranthus tepicensis ingår i släktet Habranthus och familjen amaryllisväxter. Inga underarter finns listade i Catalogue of Life.